# Notker Balbulus
Notker Balbulus (Jąkała) (ur. ok. 840 prawd. w Jonschwil, zm. 6 kwietnia 912 w St. Gallen) – benedyktyn (OSB) i kronikarz z czasów Karola Wielkiego, kompozytor, poeta i teoretyk muzyki, błogosławiony Kościoła katolickiego.

## Życiorys
Niemal przez całe życie, jako zakonnik, związany był z klasztorem w opactwie Sankt Gallen (istniejącym w latach 719-1805). Był kolejno kierownikiem szkoły klasztornej, bibliotekarzem i kierownikiem hospicjum. 
Napisał kilkadziesiąt sekwencji, z których najlepiej znany jest cykl roczny Liber hymnorum, do którego Notker napisał komentarz teoretyczny pt. Proemium. Notkerowi przypisywane jest również autorstwo Gesta Caroli Magni ("Żywota Karola Wielkiego") sporządzonego prawdopodobnie w latach 883-887 na prośbę cesarza Karola III Grubego (Otyłego).
Kanonizowany w 1512, beatyfikowany w 1513. Jego kult został zatwierdzony w 1624 roku.
Wspomnienie liturgiczne bł. Notkera obchodzone jest w Kościele rzymskokatolickim w dzienną pamiątkę śmierci. Również ewangelicy wspominają błogosławionego tego dnia. Uroczystości w diecezji Sankt Gallen obchodzone są 9 maja.